# Euthypoda acutipennis
Euthypoda acutipennis är en insektsart som först beskrevs av Karsch 1886.  Euthypoda acutipennis ingår i släktet Euthypoda och familjen vårtbitare. Inga underarter finns listade i Catalogue of Life.